# Molí de Beniure
El Molí de Beniure és un antic molí del terme municipal de Sant Esteve de la Sarga, situat en el poble de Beniure.
Està situat a l'esquerra del barranc de Sant Esteve de la Sarga i a la dreta del barranc de Beniure, a ran del camí vell dels llocs de la Faixa, que passava més pel fons de la vall que la carretera actual. És al sud de Beniure.

## Etimologia
Es tracta d'un topònim romànic de caràcter descriptiu: és el molí més pròxim al poble de Beniure, que donava servei a la major part de pagesos d'aquest poble.